# Kabulia nuristana
Kabulia nuristana är en insektsart som beskrevs av Willy Adolf Theodor Ramme 1952. Kabulia nuristana ingår i släktet Kabulia och familjen gräshoppor. Inga underarter finns listade i Catalogue of Life.